# Swiped (película)
Swiped es una próxima película dramática biográfica estadounidense escrita y dirigida por Rachel Lee Goldenberg que está inspirada en la historia de Whitney Wolfe Herd, fundadora y ex directora ejecutiva de Bumble . Lily James protagoniza el papel principal.
La película está programada para ser estrenada en los Estados Unidos en Hulu por 20th Century Studios en 2025.

## Reparto
- Lily James como Whitney Wolfe Herd
- Myha'la
- Jackson Blanco
- Dan Stevens
- Ben Schnetzer
- Pierson Fodé
- Ian Colletti
- María Neeley
- Ana Yi Puig
- Aidan Laprete
- pedro correa
- Coral Peña

## Producción
En marzo de 2024, se anunció que 20th Century Studios estaba desarrollando una película dramática biográfica basada en la vida de Whitney Wolfe Herd, fundadora y ex directora ejecutiva de Bumble . Rachel Lee Goldenberg había sido contratada para dirigir y coescribir el guion, con Lily James en el papel principal de Herd. 
En abril, Myha'la y Jackson White se unieron al elenco en papeles no revelados.   En mayo, Dan Stevens y Ben Schnetzer se unieron al elenco.   En junio, Pierson Fodé, Ian Colletti, Mary Neely, Ana Yi Puig, Aidan Laprete, Pedro Correa y Coral Peña se unieron al elenco.  

### Rodaje
La fotografía principal comenzó el 15 de mayo de 2024 en Los Ángeles y está previsto que finalice el 9 de julio. 

## Estreno
Swiped está programado para ser lanzado en los Estados Unidos en Hulu por 20th Century Studios en 2025.